# Ettore Blasi
Ettore Blasi (Roma, 16 marzo 1895 – ...) è stato un maratoneta italiano.

## Biografia
Fu quattro volte campione italiano assoluto della maratona corsa sulla distanza dei 20 km tra il 1919 e il 1922 e una volta campione italiano assoluto della maratona nel 1923.
Nel 1924 e 1928 prese parte ai Giochi olimpici di Parigi e a quelli di Amsterdam, ma in entrambi i casi non riuscì a tagliare il traguardo della maratona.

## Palmarès
| Anno | Manifestazione  | Sede      | Evento   | Risultato | Prestazione | Note |
| ---- | --------------- | --------- | -------- | --------- | ----------- | ---- |
| 1924 | Giochi olimpici | Parigi    | Maratona | dnf       | dnf         |      |
| 1928 | Giochi olimpici | Amsterdam | Maratona | dnf       | dnf         |      |

## Campionati nazionali
- 5 volte campione italiano assoluto della maratonina (20 km; dal 1919 al 1922)
- 1 volta campione italiano assoluto della maratona (1923)

1913
- Argento ai campionati italiani assoluti, maratonina (20 km su pista) - 1h12'00"4/5

1919
- Oro ai campionati italiani assoluti, maratonina (20 km su pista) - 1h09'03"0

1920
- Oro ai campionati italiani assoluti, maratonina (20 km su pista) - 1h09'16"3/5

1921
- Oro ai campionati italiani assoluti, maratonina (20 km su pista) - 1h09'35"0

1922
- Oro ai campionati italiani assoluti, maratonina (20 km su pista) - 1h10'18"4/5

1923
- Oro ai campionati italiani assoluti, maratona (distanza di 42,750 km) - 2h53'50"4/5